# Ronde van de Middellandse Zee 2011
De Ronde van de Middellandse Zee 2011 (Frans: Tour Méditerranéen 2011) werd gehouden van 9 tot en met 13 februari in Frankrijk. Het was de 38ste editie. Romain Feillu won drie etappes maar de laatste etappe en de eindzege ging naar zijn landgenoot David Moncoutié.

## Startlijst
| Sky ProCycling | AG2R-La Mondiale | Team Europcar |
| - 1. Davide Appollonio - 2. Christian Knees - 3. Michael Barry - 4. Steve Cummings - 5. Kjell Carlström - 6. Serge Pauwels - 7. Morris Possoni - 8. Xabier Zandio                         | - 11. Rinaldo Nocentini - 12. Guillaume Bonnafond - 14. Kristof Goddaert - 15. David Le Lay - 16. Julien Loubet - 17. Matteo Montaguti - 18. Jean-Christophe Péraud - 19. Julien Bérard | - 21. Thomas Voeckler - 22. Franck Bouyer - 24. Sébastien Chavanel - 25. Mathieu Claude - 26. Pierre Rolland - 27. Sébastien Turgot - 28. Vincent Jérôme - 29. Damien Gaudin             |
| Cofidis, Le credit en ligne | Saxo Bank Sungard | FDJ |
| - 31. Leonardo Duque - 32. Yoann Bagot - 33. Mickaël Buffaz - 34. Nicolas Edet - 35. Julien El Fares - 36. Luis Ángel Maté - 37. David Moncoutié - 38. Damien Monier                      | - 41. David Tanner - 42. Laurent Didier - 43. Kasper Klostergaard - 44. Nicki Sørensen - 45. Nick Nuyens - 46. Lucas Haedo - 47. Mads Christensen - 48. Jarosław Marycz                 | - 51. Olivier Bonnaire - 52. Mickaël Delage - 53. Arnaud Gérard - 54. Jawhen Hoetarovitsj - 55. Rémi Pauriol - 56. Thibaut Pinot - 57. Anthony Roux - 58. Geoffrey Soupe                 |
| Team Katjoesja | Team Garmin-Cervélo | Acqua & Sapone |
| - 61. Vladimir Goesev - 62. Arkimedes Arguelyes - 63. Pavel Broett - 64. Aleksandr Mironov - 65. Alexandru Pliușchin - 66. Aleksandr Porsev - 67. Joeri Trofimov - 68. Vladimir Isajtsjev | - 71. Michel Kreder - 72. Christophe Le Mével - 73. Andrew Talansky - 74. Daniel Martin - 75. Thomas Peterson - 78. Peter Stetina - 79. Brett Lancaster - 80. Matthew Wilson            | - 81. Alessandro Proni - 82. Paolo Ciavatta - 83. Cayetano Sarmiento - 84. Alessandro Donati - 85. Fabio Taborre - 86. Ruggero Marzoli - 87. Vladimir Miholjević - 88. Danilo Napolitano |
| Endura Racing | Bretagne-Schuller | Skil-Shimano |
| - 91. René Mandri - 92. Iker Camaño - 93. Alexandre Blain - 94. Jack Bauer - 95. Robert Partridge - 96. Alexander Wetterhall - 97. Maarten de Jonge - 98. David Clarke                    | - 102. Jean-Marc Bideau - 103. Romain Hardy - 104. Laurent Pichon - 105. Jean-Luc Delpech - 106. Florian Guillou - 107. Gaël Malacarne - 108. Florian Vachon - 110. Éric Berthou        | - 111. Alexandre Geniez - 112. Matthieu Sprick - 113. Yann Huguet - 114. Roy Curvers - 115. Thierry Hupond - 116. Bert De Backer - 117. Feng Han - 118. —                                |
| Miche-Guerciotti | Team Movistar | Vacansoleil-DCM |
| - 121. — - 122. Pasquale Muto - 123. Constantino Zaballa - 124. Leopoldo Rocchetti - 125. Leonardo Pinizzotto - 126. Roberto Cesaro - 127. Giuseppe Di Salvo - 128. Gianluca Randazzo     | - 131. Juan Mauricio Soler - 132. Enrique Sanz - 133. Ignatas Konovalovas - 134. David López - 135. Francisco Pérez - 136. Carlos Oyarzún - 137. Javier Iriarte - 138. Ángel Madrazo    | - 141. Romain Feillu - 142. Martijn Keizer - 143. Jens Mouris - 144. Santo Anzà - 145. Wout Poels - 146. Frederik Veuchelen - 147. Rob Ruijgh - 148. Joost van Leijen                    |
| Vélo-Club La Pomme Marseille | Saur-Sojasun | BigMat-Auber 93 |
| - 151. Julien Antomarchi - 152. Yohan Cauquil - 153. Eduardo Gonzalo - 155. Benjamin Giraud - 156. Thomas Vaubourzeix - 157. Daniel Díaz - 158. Justin Jules - 159. Evaldas Šiškevičius   | - 161. Jimmy Casper - 162. Jérémie Galland - 163. Fabrice Jeandesboz - 164. Sébastien Joly - 165. Laurent Mangel - 166. Rony Martias - 167. Yannick Talabardon - 168. Ludovic Turpin    | - 171. Fabien Bacquet - 172. Guillaume Faucon - 173. Sylvain Georges - 174. Dimitri Le Boulch - 177. Ronan Racault - 178. Jonathan Thire - 179. Romain Bacon - 180. Flavien Dassonville  |
| Roubaix-Lille Métropole | | |
| - 181. Nicolas Bonnet - 182. Anthony Colin - 183. Loïc Desriac - 184. Denis Flahaut - 185. Julien Guay - 186. Kevin Lalouette - 187. Morgan Kneisky - 188. Steven Tronet                  | | |

## Etappe-overzicht
| etappe | datum       | start               | finish      | afstand | winnaar         | klassementsleider |
| ------ | ----------- | ------------------- | ----------- | ------- | --------------- | ----------------- |
| 1e     | 9 februari  | Maubec              | Couestellet | 120 km  | Thomas Voeckler | Thomas Voeckler   |
| 2e     | 10 februari | Saint-Cannat        | Rousset     | 125 km  | Romain Feillu   | Thomas Voeckler   |
| 3e     | 11 februari | Carnoux-en-Provence | La Farlède  | 135 km  | Romain Feillu   | Romain Feillu     |
| 4e     | 12 februari | La Londe-les-Maures | Biot        | 155 km  | Romain Feillu   | Romain Feillu     |
| 5e     | 13 februari | Biot                | Toulon      | 165 km  | David Moncoutié | David Moncoutié   |

## Klassementesleiders
| Etappe      | Winnaar         | Algemeen        | Punten          | Bergen       | Jongeren           | Ploegen         |
| ----------- | --------------- | --------------- | --------------- | ------------ | ------------------ | --------------- |
| 1           | Thomas Voeckler | Thomas Voeckler | Thomas Voeckler | Rémi Pauriol | Thomas Vaubourzeix | FDJ             |
| 2           | Romain Feillu   | Thomas Voeckler | Romain Feillu   | Rémi Pauriol | Thomas Vaubourzeix | VC LP Marseille |
| 3           | Romain Feillu   | Romain Feillu   | Romain Feillu   | Rémi Pauriol | Thomas Vaubourzeix | VC LP Marseille |
| 4           | Romain Feillu   | Romain Feillu   | Romain Feillu   | Rémi Pauriol | Davide Appollonio  | Saur-Sojasun    |
| 5           | David Moncoutié | David Moncoutié | Romain Feillu   | Rémi Pauriol | Wout Poels         | Cofidis         |
| Eindstanden | Eindstanden     | David Moncoutié | Romain Feillu   | Rémi Pauriol | Wout Poels         | Cofidis         |

## Etappe-uitslagen

### 1e etappe
| Maubec – Couestellet (120 km) |                     |                        |          |
| Plaats                        | Naam                | Ploeg                  | tijd     |
| Winnaar                       | Thomas Voeckler     | Team Europcar          | 2u41'04" |
| 2                             | Laurent Mangel      | Saur-Sojasun           | z.t.     |
| 3                             | Thomas Vaubourzeix  | Vélo-Club LP Marseille | z.t.     |
| 4                             | Francisco Iriarte   | Team Movistar          | z.t.     |
| 5                             | Rémi Pauriol        | Française des Jeux     | z.t.     |
| 6                             | Romain Feillu       | Vacansoleil-DCM        | + 3"     |
| 7                             | Jawhen Hoetarovitsj | Française des Jeux     | z.t.     |
| 8                             | Aleksandr Porsev    | Team Katjoesja         | z.t.     |
| 9                             | Rob Ruijgh          | Vacansoleil-DCM        | z.t      |
| 10                            | Jimmy Casper        | Saur-Sojasun           | z.t.     |
|                               |                     |                        |          |
| 12                            | Kristof Goddaert    | AG2R-La Mondiale       | z.t.     |

### 2e etappe
| Saint-Cannat – Rousset (125 km) |                     |                        |          |
| Plaats                          | Naam                | Ploeg                  | tijd     |
| Winnaar                         | Romain Feillu       | Vacansoleil-DCM        | 2u50'16" |
| 2                               | Davide Appollonio   | Sky ProCycling         | z.t.     |
| 3                               | Danilo Napolitano   | Acqua & Sapone         | z.t.     |
| 4                               | Jawhen Hoetarovitsj | Française des Jeux     | z.t.     |
| 5                               | Benjamin Giraud     | Vélo-Club LP Marseille | z.t.     |
| 6                               | Justin Jules        | Vélo-Club LP Marseille | z.t.     |
| 7                               | Leonardo Duque      | Cofidis                | z.t.     |
| 8                               | Fabien Bacquet      | BigMat-Auber 93        | z.t.     |
| 9                               | Bert De Backer      | Skil-Shimano           | z.t      |
| 10                              | Lucas Haedo         | Saxo Bank-Sungard      | z.t.     |
|                                 |                     |                        |          |
| 15                              | Roy Curvers         | Skil-Shimano           | z.t.     |

### 3e etappe
| Carnoux-en-Provence – La Farlède (135 km) |                     |                        |          |
| Plaats                                    | Naam                | Ploeg                  | tijd     |
| Winnaar                                   | Romain Feillu       | Vacansoleil-DCM        | 3u00'06" |
| 2                                         | Jawhen Hoetarovitsj | Française des Jeux     | z.t.     |
| 3                                         | Aleksandr Porsev    | Team Katjoesja         | z.t.     |
| 4                                         | Justin Jules        | Vélo-Club LP Marseille | z.t.     |
| 5                                         | Davide Appollonio   | Sky ProCycling         | z.t.     |
| 6                                         | Alexandre Blain     | Endura Racing          | z.t.     |
| 7                                         | Sébastien Chavanel  | Team Europcar          | z.t.     |
| 8                                         | Leonardo Duque      | Cofidis                | z.t.     |
| 9                                         | Maarten de Jonge    | Endura Racing          | z.t      |
| 10                                        | Rony Martias        | Saur-Sojasun           | z.t.     |
|                                           |                     |                        |          |
| 12                                        | Bert De Backer      | Skil-Shimano           | z.t.     |

### 4e etappe
| La Londe-les-Maures – Biot (155 km) |                        |                   |          |
| Plaats                              | Naam                   | Ploeg             | tijd     |
| Winnaar                             | Romain Feillu          | Vacansoleil-DCM   | 3u53'33" |
| 2                                   | Davide Appollonio      | Sky ProCycling    | z.t.     |
| 3                                   | Daniel Martin          | Garmin-Cervélo    | z.t.     |
| 4                                   | Jérémie Galland        | Saur-Sojasun      | z.t.     |
| 5                                   | Alessandro Proni       | Acqua & Sapone    | z.t.     |
| 6                                   | Thomas Voeckler        | Team Europcar     | + 4"     |
| 7                                   | Jean-Christophe Péraud | AG2R-La Mondiale  | z.t.     |
| 8                                   | Fabrice Jeandesboz     | Saur-Sojasun      | z.t.     |
| 9                                   | Wout Poels             | Vacansoleil-DCM   | z.t      |
| 10                                  | Jean-Luc Delpech       | Bretagne-Schuller | z.t.     |
|                                     |                        |                   |          |
| 11                                  | Nick Nuyens            | Saxo Bank-Sungard | z.t.     |

### 5e etappe
| Biot – Toulon (165 km) |                        |                   |          |
| Plaats                 | Naam                   | Ploeg             | tijd     |
| Winnaar                | David Moncoutié        | Cofidis           | 4u23'40" |
| 2                      | Jean-Christophe Péraud | AG2R-La Mondiale  | + 7"     |
| 3                      | Wout Poels             | Vacansoleil-DCM   | + 18"    |
| 4                      | Andrew Talansky        | Garmin-Cervélo    | z.t.     |
| 5                      | Morris Possoni         | Sky ProCycling    | + 23"    |
| 6                      | David López            | Team Movistar     | + 27"    |
| 7                      | Steven Cummings        | Sky ProCycling    | + 30"    |
| 8                      | Pierre Rolland         | Team Europcar     | z.t.     |
| 9                      | Fabrice Jeandesboz     | Saur-Sojasun      | z.t      |
| 10                     | Julien El Fares        | Cofidis           | + 34"    |
|                        |                        |                   |          |
| 26                     | Nick Nuyens            | Saxo Bank-Sungard | +01' 24" |

## Eindklassementen
| Plaats    | Naam               | Ploeg             | tijd      |
| --------- | ------------------ | ----------------- | --------- |
| Gele trui | David Moncoutié    | Cofidis           | 16u48'36" |
| 2         | Jean-C. Péraud     | AG2R-La Mondiale  | + 11"     |
| 3         | Wout Poels         | Vacansoleil-DCM   | + 24"     |
| 4         | Andrew Talansky    | Garmin-Cervélo    | + 28"     |
| 5         | Morris Possoni     | Sky ProCycling    | + 33"     |
| 6         | Thomas Voeckler    | Team Europcar     | + 35"     |
| 7         | David López        | Team Movistar     | + 37"     |
| 8         | Fabrice Jeandesboz | Saur-Sojasun      | + 40"     |
| 9         | Steven Cummings    | Sky ProCycling    | z.t.      |
| 10        | Pierre Rolland     | Team Europcar     | z.t.      |
|           |                    |                   |           |
| 23        | Nick Nuyens        | Saxo Bank-Sungard | +01' 34"  |

| Plaats      | Naam                | Ploeg           | Punten |
| ----------- | ------------------- | --------------- | ------ |
| Groene trui | Romain Feillu       | Vacansoleil-DCM | 85     |
| 2           | Davide Appollonio   | Sky ProCycling  | 53     |
| 3           | Jawhen Hoetarovitsj | FDJ             | 43     |

| Plaats     | Naam          | Ploeg                   | Punten |
| ---------- | ------------- | ----------------------- | ------ |
| Witte trui | Rémi Pauriol  | FDJ                     | 28     |
| 2          | Anthony Colin | Roubaix-Lille Métropole | 15     |
| 3          | Wout Poels    | Vacansoleil-DCM         | 15     |
|            |               |                         |        |
| 12         | Nick Nuyens   | Saxo Bank-Sungard       | 5      |

| Plaats    | Naam            | Ploeg           | Tijd      |
| --------- | --------------- | --------------- | --------- |
| Rode trui | Wout Poels      | Vacansoleil-DCM | 16u49'00" |
| 2         | Andrew Talansky | Garmin-Cervélo  | + 04"     |
| 3         | Pierre Rolland  | Team Europcar   | + 16"     |

| Plaats | Ploeg          | Tijd      |
| ------ | -------------- | --------- |
|        | Cofidis        | 50u28'36" |
| 2      | Sky ProCycling | + 04"     |
| 3      | Team Movistar  | + 37"     |

1974 · 1975 · 1976 · 1977 · 1978 · 1979 · 1980 · 1981 · 1982 · 1983 · 1984 · 1985 · 1986 · 1987 · 1988 · 1989 · 1990 · 1991 · 1992 · 1993 · 1994 · 1995 · 1996 · 1997 · 1998 · 1999 · 2000 · 2001 · 2002 · 2003 · 2004 · 2005 · 2006 · 2007 · 2008 · 2009 · 2010 · 2011 · 2012 · 2013 · 2014